# 岩手県道151号村崎野停車場線
岩手県道151号村崎野停車場線（いわてけんどう151ごう むらさきのていしゃじょうせん）は、岩手県北上市を通る一般県道である。

## 概要
JR東日本 村崎野駅から北上市村崎野の国道4号交点に至る。

### 路線データ
- 実延長：996.5m
- 起点：村崎野停車場
- 終点：北上市村崎野（大下交差点・国道4号接続）

## 地理

### 通過する自治体
- 北上市

### 交差する道路
- 国道4号（大下交差点・北上市村崎野）

### 沿線の施設など
- JR東北本線 村崎野駅